# スティーヴ・クロッパー
スティーヴ・クロッパー（Steve Cropper）ことスティーヴン・リー・クロッパー（Stephen Lee Cropper、1941年10月21日 - ）は、アメリカ合衆国ミズーリ州ドーラ出身のギタリスト、ソングライター、音楽プロデューサー。エレクトリック・ギターは「テレキャスター」を使用している。
「ローリング・ストーンの選ぶ歴史上最も偉大な100人のギタリスト」において2003年は第36位、2011年の改訂版では第39位。

## 経歴
9歳時にテネシー州メンフィスに家族で移住。10歳の時に初めて手にしたギターは義理の兄のギブソンだった。そして14歳で自分のギターを手に入れる。彼に最も影響を与えたのは、ファイヴ・ロイヤルズ、チェット・アトキンスやチャック・ベリー、タル・ファーロウ、ジミー・リード、ビリー・バトラーなどだった。
やがて結成したバンド「ロイヤル・スペーズ」は、「ザ・マーキーズ」と名を変え、スタックス・レーベルの専属バックバンドとなった。1958年頃とされている。当時のソウルミュージックのレコーディングでは歌手以外の演奏者は、ほとんどのレコードで同じメンバーが使われていた。レーベルの専属とはそういう役割であった。ザ・マーキーズにはドン・ニックス、ドナルド・ダック・ダン、ウェイン・ジャクソンも加わっていた。このバンドからクロッパーらが抜けて結成されたのが、ブッカー・T&ザ・MG'sである。
スティーヴ・クロッパーのブッカー・T&ザ・MG'sでの活動は1962年からであった。このバンドは1960年代を通してスタックス・レーベルで数多くのレコード制作に関わった。オーティス・レディング、サム&デイヴ、アルバート・キング、ジョニー・テイラー、エディ・フロイド、ステイプル・シンガーズ、ウィルソン・ピケットなどである。この時、彼の名声はもはやアメリカに留まらなかった。ビートルズのメンバーであるジョン・レノンとポール・マッカートニーはオーティス・レディングの作品におけるクロッパーのプレイを高く評価した。ジョンとポールは、メンフィスでクロッパーと共にセッションをしようと試みたが、当時ビートルズのマネージャーだったブライアン・エプスタインによって、（安全上の問題から）この計画は中止となった。1969年にはソロ・アルバム『ウィズ・ア・リトル・ヘルプ・フロム・マイ・フレンズ』も発表している。
スタックス在籍中のクロッパーに関して、ロブ・ボウマン著『スタックス・レコード物語 SOULSVILLE U.S.A.』の中でブッカー・T・ジョーンズはこう語っている。「私はしばしばスティーブと曲を書いたものだ。彼は一つ一つの音を大事にしていたね。数多くのセッションの中でも一切機材のセッティングを変えなかったよ」。
ブッカー・T&ザ・MG'sでギタリストとして仕事する傍ら、エディ・フロイドの「ノック・オン・ウッド」やウィルソン・ピケットの「イン・ザ・ミッドナイト・アワー」などの名曲を作曲した。また、オーティス・レディングの代表曲「ドック・オブ・ベイ」はクロッパーとオーティスの共作である。
しかしスタックス・レーベルが看板スター、オーティス・レディングの死や主要スタッフの離脱で勢いを失うと、スティーヴもレーベルを離脱。ジェリー・ウィリアムスらとともに自らのプロダクション「Trans-Maximus」を設立して、様々なミュージシャンのアルバム制作に関わってゆく。この時期に彼が関わったのはジェフ・ベック、リンゴ・スター、タワー・オブ・パワー、ホセ・フェリシアーノ、ジョン・レノンらである。
1975年にスティーヴは活動拠点をメンフィスからロサンゼルスに移す。ここで彼はドナルド・ダック・ダンやブッカー・T・ジョーンズらとともにMG'sを復活させようと動くが、アル・ジャクソンの急死によりこれは頓挫する。1977年にはリヴォン・ヘルム&RCOオールスターズの一員としてダック・ダン、ポール・バターフィールドらと共に来日。1978年にスティーヴはブルース・ブラザーズ・バンドに参加。出演した映画も大ヒットする。
1991年に活動拠点をナッシュビルに移した。1992年にダック・ダンやブッカー・T・ジョーンズと共に、忌野清志郎のアルバム『Memphis』に参加。同年には、清志郎の日本武道館公演にも参加し、ブッカー・T&ザ・MG's、オーティス・レディング、RCサクセション等の曲もプレイ。この模様はライブ盤『HAVE MERCY!』としてCD化された。1998年に映画『ブルース・ブラザース2000』に出演。
2008年にはラスカルズのフェリックス・キャヴァリエとの共作『ナッジ・イット・アップ・ア・ノッチ』を復活したスタックス・レコードよりリリース。2010年にキャヴァリエとの第二弾目として『ミッドナイト・フライヤー』をリリース。
2011年、ファイヴ・ロイヤルズ（The "5" Royales）のトリビュート・アルバム『Dedicated』を429レコードよりリリースした。

## ディスコグラフィ

### リーダー・アルバム
- 『ウィズ・ア・リトル・ヘルプ・フロム・マイ・フレンズ』 - With a Little Help from My Friends (1969年)
- 『ジャムド・トゥゲザー』 - Jammed Together (1969年) ※with アルバート・キング、ポップス・ステイプルズ
- 『プレイン・マイ・サング』 - Playin' My Thang (1981年)
- 『ナイト・アフター・ナイト』 - Night After Night (1982年)
- The Interview — Play It, Steve! (1998年)
- 『ナッジ・イット・アップ・ア・ノッチ』 - Nudge It Up A Notch (2008年) ※with フェリックス・キャヴァリエ
- 『ミッドナイト・フライヤー』 - Midnight Flyer (2010年) ※with フェリックス・キャヴァリエ
- Dedicated — A Salute to the 5 Royales (2011年)
- Steve Cropper, Lou Marini and the Original Blues Brothers Band — The Last Shade of Blue Before Black (2017年)
- Telemasters (2018年) ※with Arlen Roth
- Fire It Up (2021年)

## フィルモグラフィ

### 映画
- 『ブルース・ブラザース』 - The Blues Brothers (1980年)
- 『サティスファクション』 - Satisfaction (1988年)
- 『ブルース・ブラザース2000』 - Blues Brothers 2000 (1999年)
- 『僕らのミライへ逆回転』 - Be Kind Rewind (2008年)